# Omala (Nigeria)
Omala è una delle ventuno aree a governo locale (local government areas) in cui è suddiviso lo stato di Kogi, in Nigeria. Estesa su una superficie di 1.667 km², conta una popolazione di 108.402 abitanti.